# Bolxaia Dmítrievka
Bolxaia Dmítrievka (en rus: Большая Дмитриевка) és un poble de l'óblast de Saràtov, a Rússia, segons el cens del 2010 tenia 640 habitants. Pertany al districte municipal de Líssie Gori.